# Läufelfingen
Läufelfingen är en ort och kommun i distriktet Sissach i kantonen Basel-Landschaft, Schweiz. Kommunen har 1 396 invånare (2023).